# 체첸 공화국의 기

체첸 공화국의 기

체첸 공화국의 기는 2004년 6월 22일에 제정되었다.
초록-하양-빨강이 5:1:3 비율로 된 가로줄 왼쪽에 노란 소용돌이 문양이 새겨져 있다.

## 이치케리아 체첸 공화국의 기

이치케리아 체첸 공화국의 기

이치케리아 체첸 공화국의 기는 1991년에 독립을 선언하면서 제정되었으며, 초록색 바탕 하단에 하양-빨강-하양의 가로줄이 새겨져 있다.

## 같이 보기
- 러시아의 국기